# Manoleasa (sit SCI)
Manoleasa este o arie protejată (arie specială de conservare — SAC, sit de importanță comunitară — SCI) din România, desemnată în scopul protejării biodiversității și menținerii într-o stare de conservare favorabilă a florei spontane și faunei sălbatice, precum și a habitatelor naturale de interes comunitar aflate în arealul zonei de protecție. Aceasta se întinde pe o suprafață de 103,9 ha, integral pe uscat.

## Localizare
Centrul sitului Manoleasa este situat la coordonatele 47°59′18″N 27°02′39″E / 47.988383°N 27.044125°E. Situl se întinde pe teritoriul administrativ al comunei Manoleasa din județul Botoșani.

## Înființare
Situl Manoleasa a fost declarat sit de importanță comunitară (ROSCI0417) în ianuarie 2016 pentru a proteja o specie faunistică. Situl a fost protejat și ca arie specială de conservare (ROSAC0403) în mai 2022.

## Biodiversitate
Situată în ecoregiunea continentală, aria protejată nu conține niciun habitat natural.
La baza desemnării sitului se află popândăul european (Spermophilus citellus), o specie de rozătoare din familia Sciuridae și singurul reprezentant european al genului Spermophilus.